# 추호렬
추호렬(秋浩烈, 1951년 ~ )은 대한민국의 과학자, 대학 교수이다. 경상국립대학교 농업생명과학대 농생명학부 응용생물환경학전공 교수이자 경상국립대학교 농업생명과학대학 학장이다.
친환경해충방제 연구분야에서 선구적 역할을 하여, 2005년 세계적 권위의 인명사전 `마르퀴즈 후즈 후(Marquis Who's Who in Science and Engineering)'에 등재됐다.

## 생애
경상국립대학교 농학과를 졸업하고 경북대학교와 서울대학교에서 각각 석사 박사학위를 받은 뒤 1985-1986년 미국 캘리포니아 주립 대학교 데이비스 선충학과에서 박사 후 과정을 거쳤으며 1989년~1990년, 1994년~1995년 미국 캘리포니아 주립 대학교 데이비스, 2000-2001 미국 뉴저지 주립대학인 럿거스 대학교에서 객원교수 등을 역임했다.
2004년부터 경상국립대학교 농업생명과학대학 학장을 역임하였다.
추호렬 교수는 한국응용곤충학회, 한국토양동물학회, 한국잔디학회, 한국농약과학회의 부회장, 상임이사, 편집위원 등을 역임하면서 200여편의 논문을 국내 외 학회지에 발표한 것을 비롯해 다수의 저서도 국내・외에서 출판하는 등 활발한 학회활동을 통해 국내・외 곤충학 및 선충학 그리고 해충의 친환경방제 발전에 이바지하고 있다. 또한 미국선충학회, 미국곤충학회, 일본선충학회의 회원으로 활동하면서 각 국에서 개최되는 선충과 곤충 관련 국제심포지엄, 국제워크숍 및 각종 국제학회에서 초청연사와 좌장으로 초청받아 곤충기생선충학 발전에 지대한 공헌을 해왔다. 특히 농약을 사용하지 않고 곤충기생선충으로 골프장의 잔디 해충과 시설원예 해충을 방제하는 방법을 구명함으로써 친환경해충방제 연구분야에도 선두를 달리고 있다.
2005년 추호렬 교수가 세계적 권위의 인명사전 `마르퀴즈 후즈 후(Marquis Who's Who in Science and Engineering)'에 등재됐다. 이 인명사전은 오래된 역사와 절제되고 일관된 편집정책 등으로 권위를 인정받고 있으며 세계적 전문 인력정보 제공에 활용돼 오고 있다. 추호렬 교수는 30대와 40대에 이미 "마르퀴즈 후즈후"의 인명등재 요청을 받은 바 있으나 다시 제안을 받아 등재하게 된 것으로 알려졌다.

## 학력
- 경상국립대학교 농업학 학사
- 경북대학교 대학원 석사
- 서울대학교 대학원 박사

## 경력
- 2004년 ~ : 경상국립대학교 농업생명과학대학 응용생물학과 교수
- 2004년 ~ : 경상국립대학교 농업생명과학대학 학장
- ~ 2006년 8월 : 경상국립대학교 생명환경대학원장
- 2005년 : 마르퀴즈 후즈 후 인 더 월드 등재
- 2005년 8월 : 전국 국 공립 농학계대학장협의회 회장
- 2007년 2월 ~ 2009년 1월 : 농림수산식품부 중앙농정심의회 위원
- 2010년 3월 ~ 2012년 3월 : 경상남도 남북교류협력위원회 위원
- 푸른진주시민위원회 위원장